# Kinsaley
Kinsaley (iriska: Cionn Sáile) är en ort i republiken Irland.   Den ligger i provinsen Leinster, i den östra delen av landet, 11 km norr om huvudstaden Dublin. Kinsaley ligger 16 meter över havet och antalet invånare är 214.
Terrängen runt Kinsaley är platt. Havet är nära Kinsaley åt nordost.  Närmaste större samhälle är Dublin, 11,3 km söder om Kinsaley. Runt Kinsaley är det i huvudsak tätbebyggt.